# Ernesto Calzadilla
Ernesto Calzadilla Regalado (Caracas, 5 de septiembre de 1974) es un actor, modelo, presentador venezolano y ex Míster Venezuela '98. Alcanzó exposición internacional al ganar el Manhunt International '99 en Manila, Filipinas. Está radicado en Colombia, donde lleva a cabo una carrera en la televisión.

## Filmografía

### Televisión
| Año       | Título                | Personaje           | Canal              |
| --------- | --------------------- | ------------------- | ------------------ |
| 2023      | Pálpito               | Willy Troconis      | Netflix            |
| 2015-2016 | Las santísimas        | Federico Díaz       | MundoFox           |
| 2013      | La hipocondríaca      | Alejandro Pulido    | Caracol Televisión |
| 2009-2010 | Amor en custodia      | Juan Manuel Aguirre | Canal RCN          |
| 2007-2008 | Sexo y otros secretos | Claudio             | Canal 5            |
| 2006-2007 | La fea mas bella      | Eduardo             | Las Estrellas      |

## Programas
| Año       | Título                           | Rol          | Canal              |
| --------- | -------------------------------- | ------------ | ------------------ |
| 2024      | Festival internacional del humor | Presentador  | Caracol Televisión |
| 2021      | MasterChef Celebrity             | Participante | Canal RCN          |
| 2011-2018 | Yo me llamo                      | Presentador  | Caracol Televisión |
| 2011      | Premios Shock                    |              | Caracol Televisión |
| 2004      | La granja                        | Participante | Antena 3           |